# Kurt Lentsch
Kurt Lentsch (* 5. Oktober 1959 in Wien) ist ein österreichischer Politiker (ÖVP). Er war von 1997 bis 2017 Bürgermeister von Neusiedl am See und von 2000 bis 2015 Abgeordneter zum Burgenländischen Landtag.

## Leben
Kurt Lentsch besuchte die Volksschule in Neusiedl am See und wechselte danach an das Gymnasium Neusiedl, das er mit der Matura abschloss. Er absolvierte im Anschluss eine Ausbildung als Steuerberater und Wirtschaftstreuhänder und ist als selbständiger Steuerberater, Wirtschaftstreuhänder und Unternehmensberater tätig.
Lentsch ist verheiratet und hat drei Kinder.

## Politik
Lentsch gehört seit 1987 dem Gemeinderat von Neusiedl am See an und war ab 1987 Finanzstadtrat. Von 1997 bis 2017 war er Bürgermeister der Gemeinde. Nach der Gemeinderatswahl 2017 folgte ihm Elisabeth Böhm (SPÖ) in diesem Amt nach.
Er war zudem Stadtparteiobmann und Bezirksobmann des Wirtschaftsbundes. Innerparteilich nimmt er in der ÖVP Burgenland die Funktionen des Landesparteiobmannstellvertreters sowie des Landesfinanzreferenten ein und ist Mitglied des Landesparteivorstandes und Präsidiums.
Lentsch war ab 28. Dezember 2000 Mitglied des Burgenländischen Landtags und wurde am 25. Oktober 2005 zum 2. Landtagspräsidenten gewählt. Er war Mitglied des Petitionsausschusses (Obmann), des Finanz-, Budget- und Haushaltsausschusses (Obmann-Stellvertreter) sowie Mitglied im Haupt- und im Wirtschaftsausschuss. Lentsch war zudem ÖVP-Bereichssprecher für Finanzen und Budget.

## Auszeichnungen
2018 erhielt er den Ehrenring der Stadt Neusiedl am See.